# Encina de la Dehesa de San Francisco
La encina de la Dehesa de San Francisco es un árbol centenario de la especie Quercus ilex subespecie rotundifolia, que fue declarada Monumento Natural por la Junta de Andalucía en 2001. Se encuentra ubicada en la dehesa del mismo nombre en la propiedad de la Fundación Monte Mediterráneo, en el término municipal de Santa Olalla del Cala (provincia de Huelva), dentro del parque natural de Sierra de Aracena y Picos de Aroche.
Se trata de un ejemplar que destaca por su gran envergadura y longevidad; (entre 400 y 500 años). Tiene una altura de 13 metros y su tronco es grueso y su copa amplia. El entorno del árbol ha estado determinado por la utilización económica de la dehesa. Ha sido tradicionalmente un elemento de referencia para los habitantes de la zona y bajo su copa se solían realizar el pago de los jornales de la citada finca.

## Dehesa
La dehesa es un bosque formado por encinas, alcornoques o quejigos, combinado con pastizales o matorrales, en el que ha existido una intensa actividad humana  destinada generalmente al mantenimiento del ganado, a la actividad cinegética y al aprovechamiento económico de los recursos naturales (madera, corcho, pasto para el ganado, etc.). Es un ejemplo típico de la zona occidental de la península ibérica.